# Ricardo Paseyro
Ricardo Paseyro (né à Mercedes le 5 décembre 1925, mort à Paris le 5 février 2009) est un poète et un écrivain franco-uruguayen.

## Biographie
D'abord et avant tout poète, il publie dès 1950 son premier recueil à Buenos Aires. Il est aussitôt salué par José Bergamin, Pedro Salinas ou Ricardo Baeza.
Dès ses jeunes années Paseyro fréquente Susana Soca et devient codirecteur de Entregas de La Licorne publié à Montevideo. Cioran, Michaux, Valentine Hugo étaient tous amis du même cercle littéraire. En Uruguay Paseyro reste lié aux Bayce, Dieste, et d'autres écrivains, même Bergamin réfugie en Uruguay et titulaire de la chaire de Littérature espagnole de la Faculté d'Humanités.
Une fois marié en 1951 à Anne-Marie Supervielle, fille benjamine du poète, il s'installe à Paris. Ses activités littéraires dans les années cinquante sont très liées à l'Espagne, où il voyage souvent, tout en collaborant à des revues comme Indice. Il vit aussi de traductions de pièces de théâtre du français à l'espagnol.
Il commence aussi à être traduit en français, notamment par son ami Armand Robin en 1952, et sera publié dans la NRF, La Parisienne, etc.
En 1958, il publie un pamphlet "La palabra muerta de Pablo Neruda", qui alimentera des polémiques durant une quinzaine d'années. Paseyro contribuera à ce que Neruda n'obtienne pas le Prix Nobel au début des années 60 en publiant les poèmes de celui-ci en hommage à Staline et à Mao. En 1965, Dominique de Roux publie une traduction de cet essai sous le titre : Le mythe Neruda.
En 1960, Paseyro devient consul de l'Uruguay au Havre et à Rouen. Il sera destitué par les militaires après le coup d'État de juin 1973. Il obtient à ce moment-là la nationalité française. Il écrit alors pour L'Aurore et Le Figaro. Très engagé dans le combat anti-communiste, il écrit de nombreux articles à ce sujet en France et en Italie.
En février 1978, il fait partie des membres fondateurs du Comité des intellectuels pour l'Europe des libertés. De 1978 à 1981, il dirige la revue littéraire et politique Contrepoint, fondée par des proches de Raymond Aron, au moment où Aron poursuit de son côté l'aventure sous un autre titre, Commentaire (revue). À la suite de la publication d'Eloge de l'analphabétisme en 1989, il entretient une correspondance avec Guy Debord qui partage les mêmes vues sur le sujet.
Depuis, tout en écrivant plusieurs ouvrages en français (trois essais, une biographie et une autobiographie), il se consacra avant tout à la poésie, sur laquelle un important dossier lui a été consacré dans la revue Nunc en avril 2004.